# Eugene Mallove
Eugene Franklin Mallove, född 9 juni 1947 död 14 maj 2004, var en amerikansk redaktör och utgivare av tidskriften Infinite Energy och grundare av New Energy Foundation. Mallove var en stark förespråkare av kall fusion och forskning om ämnet.
Mallove är författare till boken Fire from Ice, som bland annat avhandlar historien om Stanley Pons och Martin Fleischmann, en duo som 1989 påstod sig ha uppnått kall fusion vid Utah universitet och replikerat experimentet ett flertal gånger.
Mallove blev mördad i sitt hem.
Den 20 april 2012 skrev the Norwich Bulletin: "An ongoing murder trial came to an abrupt halt Friday when Chad Schaffer, of Norwich, decided to accept an offer of 16 years in prison, pleading guilty to the lesser charge of first-degree manslaughter in the 2004 beating death of Eugene Mallove."